# Skarpäng

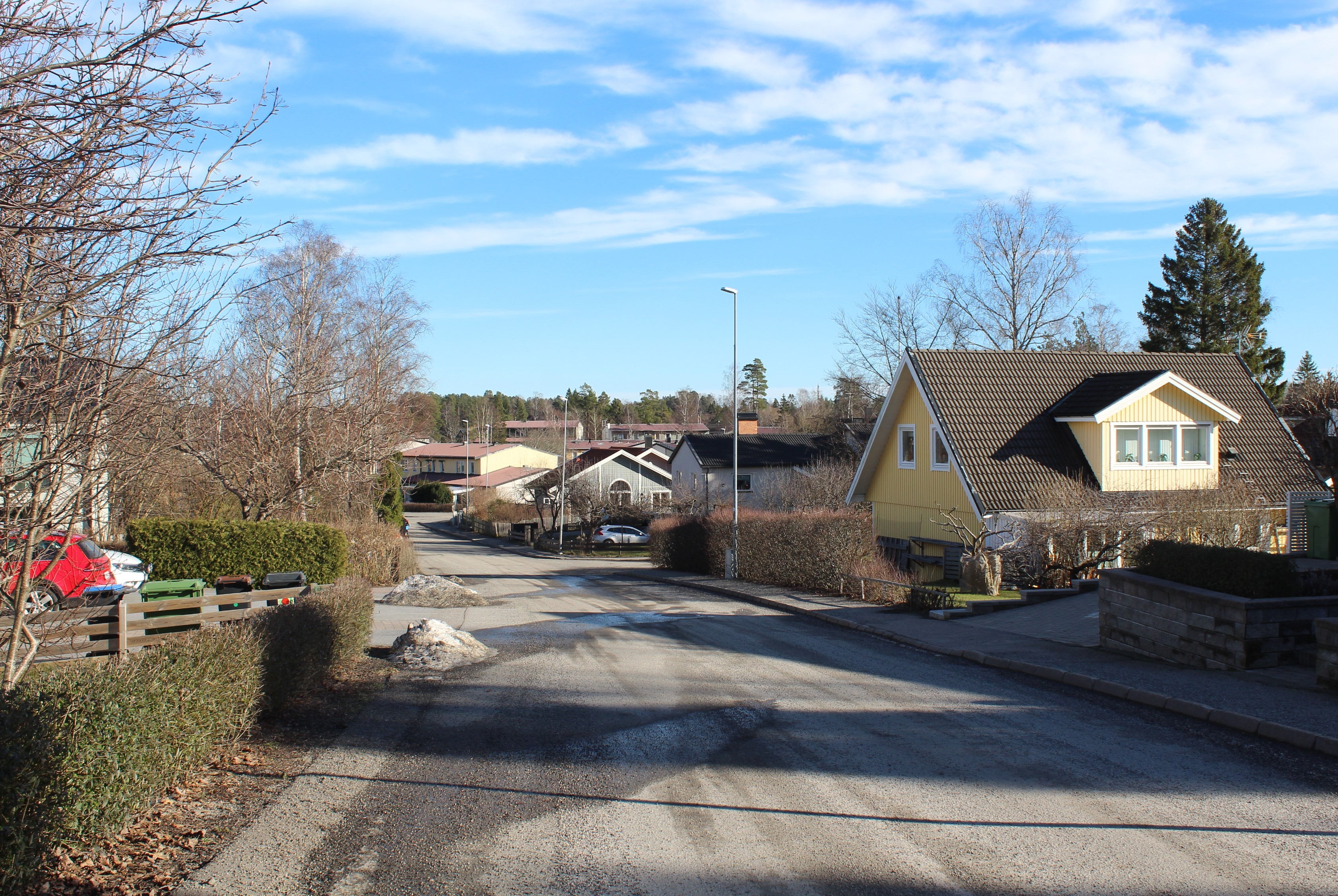
Bebyggelse vid Jaktvägen.

Skarpäng är en kommundel i sydvästra delen av Täby kommun, Stockholms län.
Skarpäng gränsar i väster till Sjöberg i Sollentuna kommun, vid Rösjön, och i söder till Enebyberg och Rinkebyskogen i Danderyds kommun, i norr till Hagby och Litsby. Skarpäng gränsar i öster mot kommundelarna Ella park och Ella gård.
Området har fått sitt namn av ett dagsverkstorp under den närliggande gården Ella. Torpet byggdes 1715 och utvidgades till parstuga 1915. Området kring torpet har bland annat använts som trädgårdsmästeri.
Vid mitten av 1920-talet inleddes en avstyckning av tomter med fritidshus. Fram till 1940 hade det sålts cirka 550 tomter. Området utvecklades från 1970-talet till att bli ett modernt bostadsområde med i första hand fristående villor, rad- och kedjehus. 
I den östra delen, intill Täbyvägen som är den gamla landsvägen mot Täby kyrkby och Vallentuna, ligger ett mindre köpcentrum, Rösjö centrum. Där finns livsmedelshall, restaurang och några mindre butiker. I området ligger två kommunala grundskolor, Skarpängsskolan och Rösjöskolan samt de fristående grundskolorna Noblaskolan Täby och Täby friskola.
I väster finns en badplats vid Rösjön. Administrativt ligger badplatsen i Sollentuna kommun, men badet kan bara nås från Skarpäng och kallas av tradition för "Täbysidan" av Rösjön. Badplatsen heter även Täbybadet.
Nordväst om bebyggelsen i Skarpäng ligger den mindre sjön Mörtsjön med ett 2,5 km långt elljusspår som går runt sjön. En förbindelse finns numera mellan det spåret och Enebybergs milspår.

## Åsa-Nisse i Skarpäng
På den plats där Rösjö centrum ligger idag fanns tidigare Svensk Talfilms studio. Från 1950 och närmare 20 år framöver spelades filmerna i den långa serien om Åsa-Nisse in i studiolokalerna. Många av utomhusscenerna i filmerna spelades också in i Skarpäng och andra delar av Täby. Skådespelaren John Elfström, som spelade huvudrollen som Åsa-Nisse, bodde i Skarpäng till sin död 1981.